# 苏米亚

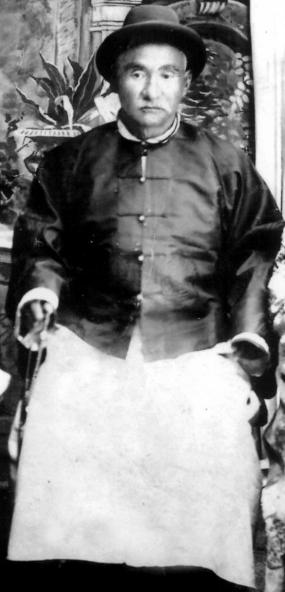
苏米亚贝子

苏米亚（1874年—1935年）又译松木彦，原名额赖，蒙古族，新疆察哈尔左翼正黄旗苏木人，蒙古政治人物。

## 生平
苏米亚原名“额赖”，为中国新疆伊犁、塔城地区察哈尔左翼营总管。1912年8月下旬，额赖率三百多户察哈尔蒙古人越过了库克他乌边界，经俄国投奔库伦的大蒙古国政权，被封为达里冈爱守备大臣。额赖也改名为“苏米亚”。在达里冈爱牧场及锡林郭勒盟同中华民国政府军的作战中，苏米亚指挥出色，遂于1913年秋获授札萨克并且世袭罔替。
后来，苏米亚在蒙古人民革命期间任全军副总司令，声名远扬。
1935年，苏米亚逝世。